# Таурагнас (озеро)
Таурагнас — найглибше озеро Литви, що досягає 62,5 метрів глибини. Площа поверхні 5,13 км², середня глибина 18,7 м. Воно розташоване в Аукштайтському національному парку поблизу Таурагная, Утенський повіт. Це найвище озеро Литви.